# Elkin Fernando Álvarez Botero
Elkin Fernando Álvarez Botero (El Retiro, 21 de noviembre de 1968-El Retiro, 8 de julio del 2023) fue un eclesiástico católico colombiano.  Fue obispo de Santa Rosa de Osos, desde octubre de 2020 hasta su fallecimiento en julio de 2023.

## Biografía
Elkin Fernando nació el 21 de noviembre de 1968, en el municipio colombiano de El Retiro. Hijo de Guillermo Álvarez y Teresa Botero.
Realizó su formación primaria y parte de la secundaria en su pueblo natal. En 1983, ingresó en el Seminario Menor de Marinilla, donde culminó el bachillerato y cursó los estudios de Filosofía (1987-1988).
En el «Seminario Nacional Cristo Sacerdote» de La Ceja, cursó los estudios de Teología (1988-1991). Fue enviado a estudiar en la Pontificia Universidad Gregoriana (1992-1994), donde obtuvo la licenciatura Teología Bíblica.
Realizó estudios de especialización en Doctrina y Pastoral Social de la Iglesia, en la Universidad Católica de Oriente.

### Sacerdocio
Tras su ordenación como diácono, se desempeñó como vicario parroquial de la Catedral de Sonsón (1992).
Su ordenación sacerdotal fue el 1 de julio de 1993, en la capilla del Pontificio Colegio Internacional Maria Mater Ecclesiae de Roma, a manos del obispo Flavio Calle Zapata; incardinándose en la diócesis de Sonsón-Rionegro.
Como sacerdote desempeñó los siguientes ministerios:
- Formador y profesor del «Seminario Nacional de Cristo Sacerdote» de La Ceja (1994-2000).
- Delegado episcopal para la Animación Bíblica de la Pastoral (1996-2003).
- Miembro del Consejo Presbiteral(1999-2003).
- Miembro del Colegio de Consultores (1999-2003).
- Rector y ecónomo del «Seminario Nacional de Cristo Sacerdote» de La Ceja (2000-2003).
- Colaborador local de la Nunciatura Apostólica en Bogotá (2003-2010).
- Director de los Departamentos de Ministerios Ordenados y de Vida Consagrada de la Conferencia Episcopal de Colombia (2010-2012).

## Episcopado

### Obispo Auxiliar de Medellín

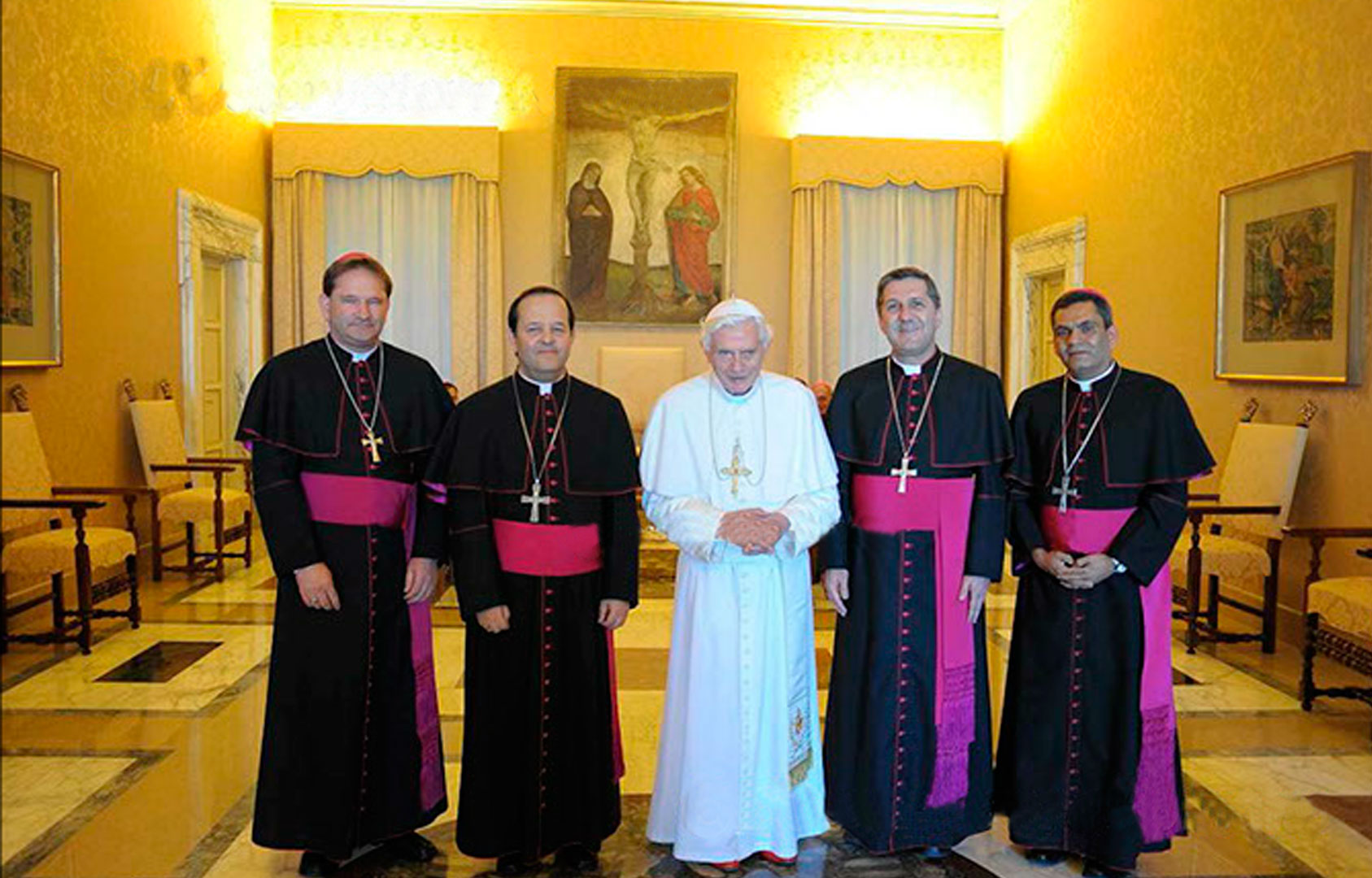
Álvarez (primero a la derecha) durante la visita ad limina en 2012.

El 28 de mayo de 2012, el papa Benedicto XVI lo nombró obispo titular de Gemelle di Numidia y obispo auxiliar de Medellín. Fue consagrado el 4 de agosto del mismo año, en la Catedral de Medellín, a manos del arzobispo Ricardo Tobón Restrepo. 
- Secretario General de la Conferencia Episcopal de Colombia (2016-2019).

### Obispo de Santa Rosa de Osos
El 22 de octubre de 2020, el papa Francisco lo nombró obispo de Santa Rosa de Osos. Tomó posesión canónica el 16 de diciembre de 2020, durante una ceremonia en la Catedral de Santa Rosa de Osos.
El 2 de mayo de 2022, fue nombrado administrador apostólico sede vacante de Santa Fe de Antioquia, cargo que ejerció hasta la posesión del nuevo arzobispo Hugo Torres Marín, el 23 de marzo de 2023.

### Fallecimiento
Falleció repentinamente en la Sacristía de la Parroquia Nuestra Señora del Rosario de su pueblo natal, El Retiro el 8 de julio del 2023, minutos antes de celebrar una eucaristía de acción de gracias por sus 30 años de vida sacerdotal.

## Posiciones
Álvarez Botero mostró durante sus años de servicio a la Iglesia, un enorme interés en procurar posibles caminos para la resolución de situaciones sociales de conflicto en Colombia. 
En 2021, a raíz de las protestas sociales acaecidas en contra del gobierno, hizo extensivo el mensaje del papa Francisco a todos los creyentes del país, a fin de encontrar vías oportunas de diálogo. Invitó a las partes involucradas a tratar los problemas con tolerancia, de acuerdo a los principios de la Doctrina social de la Iglesia. La Iglesia católica, junto a la Organización de las Naciones Unidas, participaron en calidad de garantes en los diálogos entre el gobierno y los distintos sectores que lideraron las protestas.